# Портел (фрегезия)
Портел (порт.  Portel) — фрегезия (район) в муниципалитете Портел округа Эвора в Португалии. Территория — 156,4 км². Население — 2825 жителей. Плотность населения — 18,1 чел/км².